# استیون والت
استفن والت (انگلیسی: Stephen Walt؛ زادهٔ ۲ ژوئیهٔ ۱۹۵۵) کارشناس سیاسی، و استاد روابط بین‌الملل در دانشگاه هاروارد اهل ایالات متحده آمریکا است.او از مدافعان رویکرد واقع گرایی تدافعی است و نظریات پیشگیری از جنگ های گسترده وی نیز از موارد بحث انگیز کنونی آکادمیک محسوب می شود.

## گزیده کتابشناسی
- لابی اسرائیل و سیاست خارجی آمریکا: (به انگلیسی: The Israel Lobby and U.S. Foreign Policy) کتابی است که توسط دو استاد دانشگاه آمریکایی، جان مرشایمر، استاد علوم سیاسی دانشگاه شیکاگو و استیون والت تألیف شده است. این کتاب بر اساس مقاله‌ای منتشر شده از آن‌ها در نشریه نقد کتاب لندن (London Review of Books) نوشته شده‌است.
- جهنم نیت‌های خوب: نخبگان سیاست خارجی ایالات متحده و افول برتری آمریکا: (به انگلیسی: The Hell of Good Intentions: America's Foreign Policy Elite and the Decline of U.S. Primacy) کتابی از استیون والت[۱][۲] که بر سیاست خارجی ایالات متحده آمریکا تمرکز دارد. به گفته والت این کتاب نقد گسترده‌ای بر سیاست خارجی ایالات متحده از زمان پایان جنگ سرد است، و تمرکز اصلی آن بر آسیب‌شناسی ساختارهای سیاست خارجه آمریکا و تعهد اشتباه آن به استراتژی ناکارآمد هژمونی لیبرال خواهد بود.[۳] والت در این کتاب به بررسی کاستی‌ها و نقاط ضعف سیاست خارجی ایالات متحده پرداخته و دلایل گرفتارشدن این کشور در جنگ‌های عراق و افغانستان را توضیح می‌هد.[۴] به گفته مرکز علوم و امور بین‌الملل بلفر، والت واقعیت سیاست خارجی کاخ سفید را فاش می‌کند و معتقد است که روسای جمهور پیشین آمریکا مانند کلینتون، بوش و اوباما از پاسخگویی برای شکست‌های مکرر در سیاست‌های خارجیشان خودداری کرده‌اند. او همچنین استدلال می‌کند که چنین اشتباهاتی در سیاست خارجی در انتخاب دونالد ترامپ به عنوان رئیس‌جمهور آمریکا نقش داشته‌است.[۵] در این کتاب، والت موضع خود را دربارهٔ سیاست خارجی آمریکا ارائه می‌دهد و به سیاستمداران آمریکایی پیشنهاد می‌کند که رویکرد خود را نسبت به سیاست خارجی تغییر دهند.